# 崖州乌口树
崖州乌口树（学名：Tarenna laui），为茜草科乌口树属下的一个植物种。